# In the Lap of the Gods
Az In the Lap of the Gods  a hetedik dal a brit Queen rockegyüttes 1974-es Sheer Heart Attack albumáról. A szerzője Freddie Mercury énekes volt.
Legfőképpen rendkívül összetett dalszerkezetéről, és a különös vokális megoldásairól híres. Mercury saját maga később úgy nyilatkozott róla, mint egyfajta előjátékról a Bohemian Rhapsodyhez.
A dal Roger Taylor falzett sikolyaival kezdődik, amiket később a kórus szinte vészjóslónak tűnő süvöltése egészít ki. Pár ütem után beúsznak a gyors zongorafutamok, és az elektromos gitár szólamai. Ez után a bevezető után a kórus elénekli a dal címét, egy különös, az együttestől szokatlan stílusban: szavanként egyre emelkedő hangszínnel a „living in the lap” részt, majd egy magas ütemben, a capella az „of the gods” részt. Az ének rész majd egy perccel a dal kezdete után következik csak, itt Mercury hangja hallható egy kicsit lelassítva. A refrént kórusban éneklik, Taylor pedig újra falzettben adja elő a sikolyokat. A torzított hangok, a sikolyok és a hangszeres megoldások pszichedelikus hatást kölcsönöznek a dalnak.
A szövege boldog szerelmesekről szól, akik úgy érzik, mintha az istenek ölében pihennének.
A megjelenését követő Sheer Heart Attack Tour során rendszeresen játszották. Élőben elhagyták a bonyolult bevezetőt, egyszerűen Mercury énekes részénél kezdtek, és alapvetően az egész dal bonyolultsága csökkent. Taylor a falzett sikolyait azonban minden előadáson előadta.
Az 1974. november 20-i Rainbow Theatre-ben készült koncertfilmen is szerepelt, ez 1992-ben Live at the Rainbow címen jelent meg, kizárólag a Box of Tricks díszdobozos kiadás részeként. Ez a verzió az 1989-es The Miracle kislemez B-oldalára is felkerült.
Az album végén cím szerint megtalálható a dal újragondolt változata, az In the Lap of the Gods…Revisited, bár címükön kívül valójában kevés hasonlóság van a két mű között.

## Közreműködők
- Ének: Freddie Mercury
- Háttérvokál: Freddie Mercury, Roger Taylor

Hangszerek:
- Roger Taylor: Ludwig dobfelszerelés
- John Deacon: Fender Precision Bass, Ovation akusztikus gitár
- Brian May: Red Special
- Freddie Mercury: Bechstein zongora